# Miaundża
Miaundża – osiedle typu miejskiego w Rosji, w obwodzie magadańskim, w rejonie susumańskim. W 2010 roku liczyło 1663 mieszkańców.